# Víctor Simonetti
| Diese Baustelle befindet sich fälschlicherweise im Artikelnamensraum. Bitte verschiebe die Seite oder entferne den Baustein {{Baustelle}}. |

Solltest du über eine Suchmaschine darauf gestoßen sein, bedenke, dass der Text noch unvollständig sein und Fehler oder ungeprüfte Aussagen enthalten kann. Wenn du Fragen zum Thema hast, nimm Kontakt mit den Autoren auf.

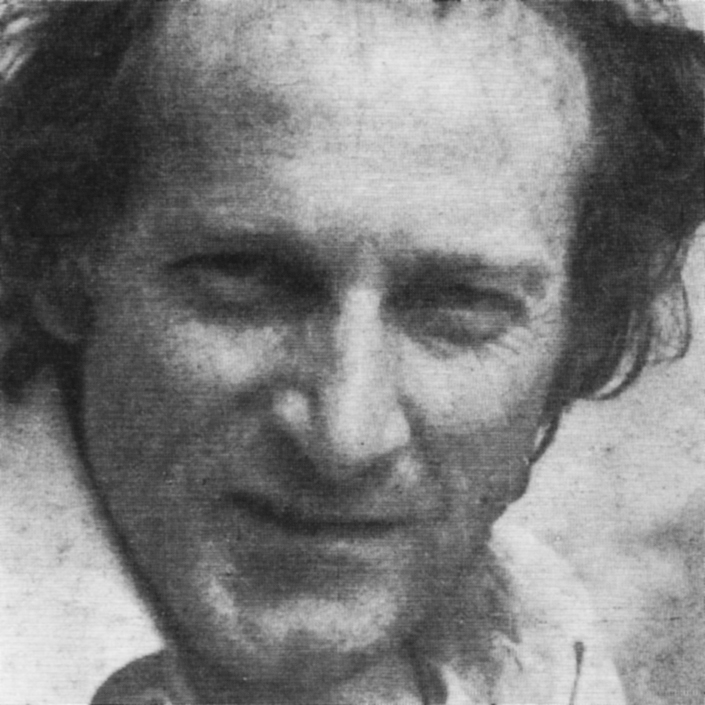
Víctor Simonetti

Víctor Simonetti (* 13. Juni 1932 in Quilpué, Chile) ist ein italienischer Architekt.

## Leben und Werk

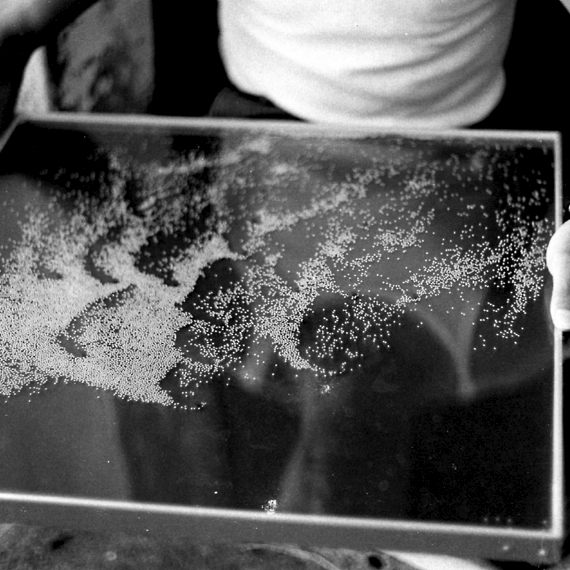
Flutenserien, 1976

Er ist Architekt, Dozent für Berufszeichnen und Planer bei der I.S.A. in Chiavari. Er stellt seit 1976 aus. Seine Poetik wird in der Auseinandersetzung mit der Ästhetik der vektorial interpretierten Naturprozesse geboren.
Einige Themen seiner Auseinandersetzung sind: Gravitationsmodule, energetische Module, plastische Gravitationsräume, harmonische Zersetzungen, Räume-Fluten, Fluten-Licht, Fluten-Territorien, Systeme, energieerzeugende Ausdrucksweisen, Pythagoreer, das Feld modifizierende Monofluten und Behandlung des Feldes.

„Ich suche nach den Prinzipien
der Schönheit in der Natur
und nach den Regeln
ihrer Organisation.“

## Publikationen
- Ciao Pitagora. Corraini, Mantua 1995, ISBN 978-88-86250-25-2.[4]
- Architettura mon amour: riflessioni sull'architettura. Simonsegni, Pieve Ligure, 2003, ISBN 978-88-88753-08-9.
- (H)ombre. Simonsegni, Pieve Ligure 2004, ISBN 978-88-88753-11-9.
- Feldserien. Simonsegni, Pieve Ligure 2006, ISBN 978-88-88753-14-0, Original: Serie del campo, übersetzt von Camilo Vargas Koch.